# Distretto di Khunti
Il distretto di Khunti è un distretto del Jharkhand, in India. Il suo capoluogo è Khunti.
Il distretto è stato istituito il 12 settembre 2007 e comprende cinque blocchi di sviluppo: Karra, Khunti, Murhu, Rania e Torpa.